# Natação no Campeonato Mundial de Esportes Aquáticos de 2023 - 100 m livre masculino
A disputa na modalidade 100 metros livre masculino de Natação no Campeonato Mundial de Esportes Aquáticos de 2023 fora realizada nos dias 26 e 27 de julho de 2023 na Marine Messe Fukuoka em Fukuoka, no Japão. Ao todo, 115 nadadores de 108 Comitês Olímpicos Nacionais estavam previstos para participarem do evento.

## Formato da competição
A competição consiste em três rodadas: eliminatórias, semifinais e final. Os nadadores com os 16 melhores tempos nas baterias preliminares avançam as semifinais. Já os nadadores com os 8 melhores tempos nas semifinais avançam a final. Desempates (swim-offs) são utilizados conforme necessário para quebrar os empates de avanço a próxima rodada.

## Calendário
Todos os horários estão na Hora legal japonesa (UTC+9).
| Data                | Horário | Fase          |
| ------------------- | ------- | ------------- |
| 26 de julho de 2023 | 10:47   | Eliminatórias |
| 26 de julho de 2023 | 20:26   | Semifinais    |
| 27 de julho de 2023 | 20:21   | Final         |

## Recordes
Antes desta competição, os recordes mundiais e do campeonato nesta prova eram os seguintes:
| Tipo                  | Atleta         | Tempo  | Local | Data                 |
| --------------------- | -------------- | ------ | ----- | -------------------- |
|                       | David Popovici | 46s 86 | Roma  | 13 de agosto de 2022 |
| Recorde do campeonato | Cesar Cielo    | 46s 91 | Roma  | 30 de julho de 2009  |

## Medalhistas
| Ouro                      | Prata                       | Bronze                   |
| Kyle Chalmers · Austrália | Jack Alexy · Estados Unidos | Maxime Grousset · França |

## Resultados

### Eliminatórias
As eliminatórias foram realizadas no dia 26 de julho com início às 10:47.
| Pos. | Bateria | Raia | Nadador                    | CON                             | Tempo   | Notas            |
| ---- | ------- | ---- | -------------------------- | ------------------------------- | ------- | ---------------- |
| 1    | 10      | 3    | Matt Richards              | Reino Unido                     | 47.59   | Q,               |
| 2    | 12      | 6    | Jack Alexy                 | Estados Unidos                  | 47.68   | Q                |
| 3    | 10      | 4    | Kyle Chalmers              | Austrália                       | 47.71   | Q                |
| 4    | 10      | 9    | Jordan Crooks              | Ilhas Caimã                     | 47.77   | Q,               |
| 5    | 11      | 4    | Pan Zhanle                 | China                           | 47.84   | Q                |
| 6    | 12      | 4    | David Popovici             | Roménia                         | 47.90   | Q                |
| 7    | 11      | 5    | Joshua Liendo              | Canadá                          | 48.03   | Q                |
| 8    | 12      | 5    | Maxime Grousset            | França                          | 48.06   | Q                |
| 9    | 10      | 5    | Alessandro Miressi         | Itália                          | 48.14   | Q                |
| 10   | 11      | 8    | Dylan Carter               | Trinidad e Tobago               | 48.16   | Q,               |
| 11   | 11      | 6    | Flynn Southam              | Austrália                       | 48.18   | Q                |
| 12   | 12      | 1    | Hwang Sun-woo              | Coreia do Sul                   | 48.20   | Q                |
| 12   | 12      | 7    | Andrej Barna               | Sérvia                          | 48.20   | Q                |
| 14   | 11      | 3    | Nándor Németh              | Hungria                         | 48.21   | Q                |
| 14   | 11      | 7    | Diogo Ribeiro              | Portugal                        | 48.21   | Q                |
| 16   | 11      | 1    | Guilherme Santos           | Brasil                          | 48.34   | Q                |
| 17   | 12      | 8    | Szebasztián Szabó          | Hungria                         | 48.36   |                  |
| 18   | 10      | 7    | Chris Guiliano             | Estados Unidos                  | 48.41   |                  |
| 19   | 10      | 8    | Cameron Gray               | Nova Zelândia                   | 48.43   |                  |
| 20   | 12      | 9    | Manuel Frigo               | Itália                          | 48.45   |                  |
| 21   | 10      | 6    | Katsuhiro Matsumoto        | Japão                           | 48.58   |                  |
| 22   | 11      | 2    | Wang Haoyu                 | China                           | 48.64   |                  |
| 22   | 12      | 0    | Mikel Schreuders           | Aruba                           | 48.64   |                  |
| 24   | 11      | 9    | Javier Acevedo             | Canadá                          | 48.67   |                  |
| 25   | 10      | 2    | Rafael Miroslaw            | Alemanha                        | 48.68   |                  |
| 26   | 8       | 6    | Ralph Daleiden             | Luxemburgo                      | 48.77   | Recorde nacional |
| 26   | 9       | 6    | Youssef Ramadan            | Egito                           | 48.77   | Recorde nacional |
| 28   | 10      | 1    | Tomer Frankel              | Israel                          | 48.78   |                  |
| 29   | 9       | 3    | Kamil Sieradzki            | Polónia                         | 48.80   |                  |
| 30   | 10      | 0    | Björn Seeliger             | Suécia                          | 48.82   |                  |
| 31   | 12      | 3    | Lewis Burras               | Reino Unido                     | 48.99   |                  |
| 32   | 9       | 7    | Danas Rapšys               | Lituânia                        | 49.00   |                  |
| 33   | 8       | 5    | Shane Ryan                 | Irlanda                         | 49.04   |                  |
| 34   | 9       | 5    | Jonathan Tan               | Singapura                       | 49.08   |                  |
| 35   | 9       | 2    | Luis Domínguez             | Espanha                         | 49.11   |                  |
| 36   | 11      | 0    | Heiko Gigler               | Áustria                         | 49.20   |                  |
| 37   | 9       | 4    | Jorge Iga Cesar            | México                          | 49.24   |                  |
| 38   | 9       | 9    | Vladyslav Bukhov           | Ucrânia                         | 49.48   |                  |
| 39   | 7       | 3    | Adilbek Mussin             | Cazaquistão                     | 49.64   |                  |
| 40   | 8       | 4    | Daniel Zaitsev             | Estónia                         | 49.68   |                  |
| 41   | 9       | 8    | Odysseus Meladinis         | Grécia                          | 49.78   |                  |
| 42   | 9       | 1    | Alberto Mestre             | Venezuela                       | 49.80   |                  |
| 43   | 8       | 8    | Clayton Jimmie             | África do Sul                   | 49.95   |                  |
| 44   | 7       | 4    | Xander Skinner             | Namíbia                         | 50.00   | Recorde nacional |
| 45   | 8       | 2    | Guido Buscaglia            | Argentina                       | 50.02   |                  |
| 46   | 8       | 0    | Nicholas Lia               | Noruega                         | 50.16   |                  |
| 47   | 7       | 5    | Ian Ho                     | Hong Kong                       | 50.21   |                  |
| 48   | 8       | 3    | Nils Liess                 | Suíça                           | 50.24   |                  |
| 49   | 7       | 7    | Wesley Roberts             | Ilhas Cook                      | 50.27   |                  |
| 50   | 7       | 6    | Matej Duša                 | Eslováquia                      | 50.34   |                  |
| 51   | 1       | 4    | Matthew Abeysinghe         | Sri Lanka                       | 50.46   |                  |
| 52   | 8       | 1    | Dulyawat Kaewsriyong       | Tailândia                       | 50.64   |                  |
| 53   | 6       | 0    | Leo Nolles                 | Uruguai                         | 50.87   |                  |
| 54   | 7       | 8    | Adi Mešetović              | Bósnia e Herzegovina            | 51.00   |                  |
| 55   | 7       | 2    | Simon Doueihy              | Líbano                          | 51.08   |                  |
| 56   | 6       | 4    | Gabriel Martínez           | Honduras                        | 51.10   |                  |
| 56   | 9       | 0    | Oussama Sahnoune           | Argélia                         | 51.10   |                  |
| 58   | 7       | 0    | Waleed Abdulrazzaq         | Kuwait                          | 51.15   |                  |
| 59   | 8       | 7    | Nikolas Antoniou           | Chipre                          | 51.23   |                  |
| 60   | 6       | 9    | Omar Abbass                | Síria                           | 51.24   |                  |
| 61   | 7       | 9    | Samyar Abdoli              | Irão                            | 51.32   |                  |
| 62   | 8       | 9    | Jeremie Luong              | Vietname                        | 51.34   |                  |
| 63   | 7       | 1    | Artur Barseghyan           | Armênia                         | 51.36   |                  |
| 64   | 5       | 4    | Jeancarlo Calderón         | Panamá                          | 51.42   |                  |
| 65   | 6       | 6    | Stefano Mitchell           | Antígua e Barbuda               | 51.46   |                  |
| 65   | 6       | 7    | Yousuf Al-Matrooshi        | Emirados Árabes Unidos          | 51.46   |                  |
| 67   | 6       | 2    | Jayhan Odlum-Smith         | Santa Lúcia                     | 51.51   |                  |
| 68   | 6       | 5    | Alaa Masoo                 | Time de refugiados              | 51.76   |                  |
| 69   | 6       | 1    | Colins Ebingha             | Nigéria                         | 51.90   |                  |
| 70   | 5       | 2    | Enkhtamir Batbayar         | Mongólia                        | 51.96   |                  |
| 70   | 6       | 8    | Steven Aimable             | Senegal                         | 51.96   |                  |
| 72   | 4       | 4    | Yazan Al-Bawwab            | Palestina                       | 52.01   |                  |
| 73   | 6       | 3    | Hansel McCaig              | Fiji                            | 52.10   |                  |
| 74   | 5       | 6    | Musa Zhalayev              | Turquemenistão                  | 52.29   |                  |
| 75   | 5       | 3    | Henrique Mascarenhas       | Angola                          | 52.38   |                  |
| 76   | 5       | 5    | Tomàs Lomero               | Andorra                         | 52.53   |                  |
| 77   | 5       | 8    | Tendo Mukalazi             | Uganda                          | 52.56   |                  |
| 78   | 5       | 7    | Benedict Parfit            | Bermudas                        | 52.63   |                  |
| 79   | 5       | 0    | Mohammed Bedour            | Jordânia                        | 52.69   |                  |
| 80   | 1       | 2    | Alex Joachim               | São Vicente e Granadinas        | 52.78   |                  |
| 81   | 2       | 8    | Alexander Shah             | Nepal                           | 52.94   |                  |
| 82   | 4       | 8    | Monyo Maina                | Federação suspensa              | 53.03   |                  |
| 83   | 5       | 1    | Collins Saliboko           | Tanzânia                        | 53.30   |                  |
| 84   | 4       | 1    | José Alberto Quintanilla   | Bolívia                         | 53.32   |                  |
| 85   | 4       | 0    | Issa Al-Adawi              | Omã                             | 53.67   |                  |
| 86   | 4       | 5    | Leon Seaton                | Guiana                          | 53.75   |                  |
| 86   | 5       | 9    | Brandon Schuster           | Samoa                           | 53.75   |                  |
| 88   | 4       | 2    | Ado Gargović               | Montenegro                      | 53.97   |                  |
| 89   | 3       | 3    | Syed Muhammad Haseeb Tariq | Paquistão                       | 53.99   |                  |
| 90   | 4       | 6    | Filipe Gomes               | Malawi                          | 54.05   |                  |
| 91   | 4       | 3    | Dylan Cachia               | Malta                           | 54.32   |                  |
| 92   | 1       | 7    | Yousef Al-Khulafi          | Catar                           | 54.34   |                  |
| 93   | 4       | 7    | Belly-Cresus Ganira        | Burundi                         | 54.51   |                  |
| 94   | 4       | 9    | Finau Ohuafi               | Tonga                           | 54.56   |                  |
| 95   | 3       | 5    | Justino Pale               | Moçambique                      | 54.68   |                  |
| 96   | 3       | 9    | Israel Poppe               | Guam                            | 54.95   |                  |
| 97   | 3       | 8    | Josh Tarere                | Papua-Nova Guiné                | 55.27   |                  |
| 98   | 3       | 0    | Zeke Chan Zhi Yue          | Brunei                          | 55.37   |                  |
| 99   | 3       | 6    | Marc Dansou                | Benim                           | 55.43   |                  |
| 100  | 3       | 4    | Md Asif Reza               | Bangladesh                      | 55.84   |                  |
| 101  | 2       | 1    | Abdulhai Ashour            | Líbia                           | 55.87   |                  |
| 102  | 3       | 1    | Sangay Tenzin              | Butão                           | 55.95   |                  |
| 103  | 3       | 2    | Cedrick Niyibizi           | Ruanda                          | 56.18   | Recorde nacional |
| 104  | 3       | 7    | Jonathan Raharvel          | Madagáscar                      | 57.64   |                  |
| 105  | 2       | 4    | Travis Sakurai             | Palau                           | 57.86   |                  |
| 106  | 2       | 3    | Kyler Kihleng              | Estados Federados da Micronésia | 58.21   |                  |
| 107  | 2       | 9    | Santisouk Inthavong        | Laos                            | 58.25   |                  |
| 108  | 2       | 6    | Edgar Iro                  | Ilhas Salomão                   | 59.94   |                  |
| 109  | 2       | 5    | Ekow Gwira                 | Gana                            | 1:01.18 |                  |
| 110  | 1       | 3    | Johnathan Silas            | Vanuatu                         | 1:02.02 |                  |
| 111  | 1       | 5    | Hugo Nguiche               | Camarões                        | 1:03.00 | Recorde nacional |
| 112  | 2       | 2    | Phillip Kinono             | Ilhas Marshall                  | 1:03.13 |                  |
| 113  | 2       | 0    | Pap Jonga                  | Gâmbia                          | 1:05.48 |                  |
| 114  | 2       | 7    | Jolanio Guterres           | Timor-Leste                     | 1:12.97 |                  |
| 115  | 1       | 6    | Pedro Rogery               | Guiné-Bissau                    | 1:18.28 | Recorde nacional |
| 116  | 12      | 2    | Marcelo Chierighini        | Brasil                          | DNS     | DNS              |

### Semifinais
As semifinais foram realizadas no dia 26 de julho com início às 20:26.
| Pos. | Bateria | Raia | Nadador            | CON               | Tempo | Notas |
| ---- | ------- | ---- | ------------------ | ----------------- | ----- | ----- |
| 1    | 2       | 4    | Matt Richards      | Reino Unido       | 47.47 | Q,    |
| 2    | 2       | 5    | Kyle Chalmers      | Austrália         | 47.52 | Q     |
| 3    | 2       | 3    | Pan Zhanle         | China             | 47.61 | Q     |
| 4    | 1       | 1    | Nándor Németh      | Hungria           | 47.62 | Q     |
| 5    | 1       | 3    | David Popovici     | Roménia           | 47.66 | Q     |
| 6    | 1       | 5    | Jordan Crooks      | Ilhas Caimã       | 47.71 | Q,    |
| 7    | 1       | 6    | Maxime Grousset    | França            | 47.87 | Q     |
| 8    | 1       | 4    | Jack Alexy         | Estados Unidos    | 48.06 | Q     |
| 9    | 1       | 7    | Hwang Sun-woo      | Coreia do Sul     | 48.08 |       |
| 10   | 2       | 8    | Diogo Ribeiro      | Portugal          | 48.13 |       |
| 11   | 2       | 7    | Flynn Southam      | Austrália         | 48.15 |       |
| 12   | 1       | 8    | Guilherme Santos   | Brasil            | 48.18 |       |
| 13   | 2       | 2    | Alessandro Miressi | Itália            | 48.21 |       |
| 14   | 2       | 6    | Joshua Liendo      | Canadá            | 48.22 |       |
| 15   | 2       | 1    | Andrej Barna       | Sérvia            | 48.43 |       |
| 16   | 1       | 2    | Dylan Carter       | Trinidad e Tobago | 48.60 |       |

### Final
A final será realizada no dia 27 de julho às 20:21.
| Pos.              | Raia | Nadador         | CON            | Tempo | Notas            |
| ----------------- | ---- | --------------- | -------------- | ----- | ---------------- |
| Medalha de ouro   | 5    | Kyle Chalmers   | Austrália      | 47.15 |                  |
| Medalha de prata  | 8    | Jack Alexy      | Estados Unidos | 47.31 |                  |
| Medalha de bronze | 1    | Maxime Grousset | França         | 47.42 |                  |
| 4                 | 3    | Pan Zhanle      | China          | 47.43 | Recorde asiático |
| 5                 | 4    | Matt Richards   | Reino Unido    | 47.45 |                  |
| 6                 | 2    | David Popovici  | Roménia        | 47.83 |                  |
| 7                 | 7    | Jordan Crooks   | Ilhas Caimã    | 47.94 |                  |
| 8                 | 6    | Nándor Németh   | Hungria        | 48.17 |                  |

Legenda
| Recorde mundial       | Recorde mundial (World record)               |                       | Recorde africano                      | Recorde africano (African) |                                           | Q | Classificado por posição (Qualified) |
| Recorde do campeonato | Recorde do campeonato (Championship record)  | Recorde da América    | Recorde da América (Americas)         | q                          | Classificado por melhor tempo (Qualified) |   |                                      |
| Melhor marca do ano   | Melhor marca do ano (World leading)          | Recorde asiático      | Recorde asiático (Asian)              | DNS                        | Não largou (Did not start)                |   |                                      |
| Recorde nacional      | Recorde nacional (National record)           | Recorde europeu       | Recorde europeu (European)            | DNF                        | Não terminou (Did not finish)             |   |                                      |
| Recorde pessoal       | Recorde pessoal do atleta (Personal best)    | Recorde da Oceania    | Recorde da Oceania (Oceania)          | DSQ / DQ                   | Desclassificado (Disqualified)            |   |                                      |
| Recorde da temporada  | Recorde da temporada do atleta (Season best) | Recorde sul-americano | Recorde sul-americano (South America) | NM                         | Sem marca (No mark)                       |   |                                      |